# صموئيل جي. اندروز
صموئيل جي. اندروز (بالإنجليزية: Samuel G. Andrews)‏ هو سياسي أمريكي، ولد في 16 أكتوبر 1796 في دربي في المملكة المتحدة، وتوفي في 11 يونيو 1863 في روتشستر في الولايات المتحدة. حزبياً، نشط في الحزب الجمهوري. وقد انتخب عضو مجلس النواب الأمريكي.